# Park Ji-hyun
Park Ji-hyun (em hangul: ; hanja: 박지현; nascida em 1996) é uma ativista política sul-coreana e ex-co-presidenta do Partido Democrático da Coreia (DPDC, o principal partido da oposição da Coréia do Sul. Em 2019, ela ajudou a expor uma das maiores redes de crimes sexuais online da Coreia do Sul, chamada Nth Room. Em março de 2022, ela foi nomeada co-presidenta interina do Partido Democrata aos 26 anos, e renunciou em junho. Park foi nomeada para o TIME100 Next, a lista de líderes emergentes da revista TIME, bem como para as listas de 2022 da BBC 100 Women e da Bloomberg 50, em reconhecimento ao seu trabalho no combate aos crimes sexuais digitais e à luta pela igualdade de gênero na política.

## Equipe Flame
Em 2018, Park estudava jornalismo na Universidade de Hallym, na cidade de Chuncheon, na Coréia do Sul, e trabalhava como repórter estudantil, quando protestos #MeToo ocorreram no centro de Seul, capital da Coreia do Sul, exigindo que o governo fizesse mais para combater as filmagens ilegais de mulheres e meninas. Inspirada pelos protestos, ela e seu colega de classe Won Eun-ji planejaram enviar um artigo para a competição anual de jornalismo estudantil da Comissão da Agência de Notícias Coreana. Inicialmente, eles planejaram escrever sobre a "epidemia de câmeras espiãs" na Coreia do Sul, onde homens filmam secretamente mulheres e meninas sem seu consentimento.
Em julho de 2019, Park e Won começaram a se infiltrar na Nth room, uma notória rede de abuso sexual no Telegram, sob o nome de "Team Flame". Trabalhando com a polícia, a investigação levou à prisão e eventual condenação dos dois líderes, que eles descobriram que estavam chantageando e coagindo mulheres e meninas de doze anos a realizar atos degradantes e, em seguida, vendendo suas imagens e vídeos ilegalmente.
Seu primeiro artigo chamou a atenção de dois jornalistas do The Hankyoreh, que então colaboraram com Park e Won para publicar uma reportagem de jornal aprofundada em novembro de 2019, protegendo suas identidades. Os líderes da Nth Room procuraram retaliar, e dois programas de atualidades na TV finalmente pegaram a história; enquanto isso, as mulheres se mobilizaram no Twitter para expor e divulgar ainda mais os crimes. Quando os detalhes do caso da Nth Room vieram à tona, mais de cinco milhões de pessoas assinaram petições nacionais pedindo punições mais severas e a revelação das identidades dos perpetradores. Até o final de 2020, 3.757 pessoas haviam sido presas em conexão com o caso.
Durante anos, Park foi conhecida apenas pelo pseudônimo de "Flame", e foi entrevistada no documentário da Netflix Cyber Hell escondida nas sombras. Ela também escreveu e publicou um livro de memórias anônimo sobre expor os criminosos por trás da Nth Room.

## Festa politica
Park conheceu Lee Jae-myung quando ele era governador da província de Gyeonggi por meio de seu trabalho de defesa. O governador Lee participou do evento de lançamento do centro de suporte Gyeonggi-do para vítimas de crimes sexuais digitais, em junho de 2020.
A identidade de Park foi revelada no início de 2022, quando ela concordou em ajudar na campanha do Partido Democrata antes das eleições nacionais. Lee, que estava em campanha para presidente, garantiu a Park que reprimiria os crimes sexuais online e lutaria contra a discriminação contra as mulheres no local de trabalho. Em janeiro de 2022, Park foi nomeada vice-presidente do comitê de assuntos femininos do PDC. Como assessora especial da campanha de Lee, ela também ajudou a mobilizar o voto dos jovens. Em 9 de março de 2022, Lee perdeu por pouco para Yoon Suk-yeol do conservador Partido do Poder do Povo, com cerca de 58 por cento das mulheres na casa dos vinte anos votando em Lee.
Em 13 de março de 2022, Park foi nomeada co-presidenta interina do comitê de emergência do PDC aos 26 anos, depois que os líderes anteriores do partido renunciaram após a derrota eleitoral. Nos dias seguintes à eleição presidencial de março, 11.000 novos membros ingressaram no Partido Democrata apenas em Seul, 80% dos quais eram mulheres. Havia grandes esperanças de que a visibilidade de Park como co-presidenta ajudaria o PDC a consolidar sua liderança entre as jovens eleitoras, mas o partido sofreu resultados desastrosos nas eleições locais em junho, perdendo a maioria nos principais cargos locais. O PDC garantiu apenas cinco dos 17 assentos de governador provincial e prefeito metropolitano, em comparação com os 14 que ocupou anteriormente, enquanto o conservador Partido do Poder Popular conquistou decisivos 12 dos 17 cargos.
Park renunciou prontamente, junto com outros líderes do partido, culpando a resistência do partido às reformas. Por sua vez, seus críticos culparam Park por sua inexperiência, e por expor lutas internas dentro do PDC, e se distrair com questões relacionadas ao assédio sexual, ao invés de focar nas eleições locais. Ela também cometeu erros graves que foram embaraçosos para o partido, como quando ela confundiu a Batalha de Yeongpyeong de 2002 com o naufrágio de 2010 do ROKS Cheonan, e teve que se desculpar publicamente.
Durante seu breve mandato como co-presidenta do partido, Park expulsou o representante Park Wan-joo do partido por má conduta sexual e apresentou uma queixa formal contra o representante Choe Kang-wook ao comitê de ética do partido, por causa de um comentário que ele supostamente fez durante uma reunião online. O Korea Times observou: "Ela também foi uma das raras figuras de liderança dentro do partido falando contra questões que muitos tentaram ignorar, como crimes sexuais cometidos por homens no poder, a política imobiliária fracassada do PDC e vozes radicais que também exerceram muita influência sobre o partido."
Em julho de 2022, o PDC rejeitou o pedido de Park de isenção da regra que exigia que os candidatos à liderança do partido fossem membros por pelo menos seis meses, impedindo-a de se candidatar a presidente do partido na convenção nacional de 28 de agosto. Park ingressou formalmente como membro do partido em 14 de fevereiro de 2022.

## Vida pessoal
Park Ji-hyun é originalmente de Wonju, na província de Gangwon, na Coréia do Sul.

## Reconhecimentos
Park Ji-hyun foi nomeada para o TIME100 Next, a lista de líderes emergentes da revista TIME, bem como para as listas de 2022 da BBC 100 Women e da Bloomberg 50,